# A-326
La A-326 es una carretera de la red autonómica andaluza de las provincias de Granada y Jaén que une las localidades de Pozo Alcón (Jaén) con Huéscar (Granada) pasando por Castril (Granada). Asimismo pasa junto al embalse de La Bolera y sobre la presa del embalse de El Portillo.
Toma el trazado de la antigua carretera C-330 (Pozo Alcón - Cieza) entre las localidades de Pozo Alcón y Huéscar.

## Poblaciones que cruza

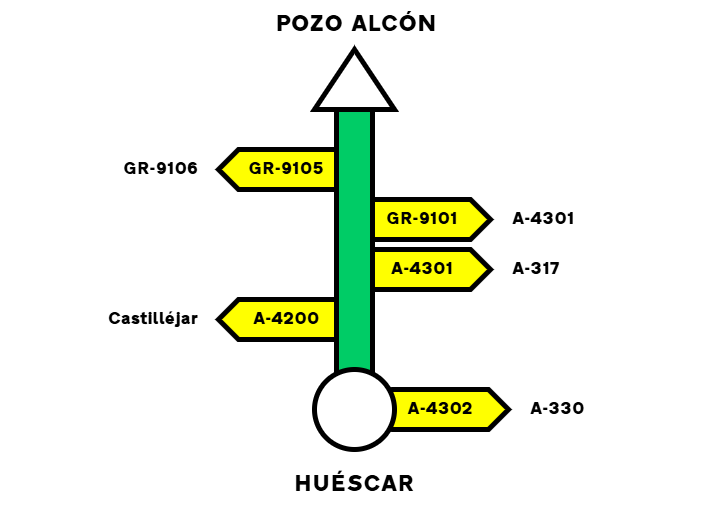
Itinerario de la A-326 en la provincia de Granada.

- Pozo Alcón
- Tala Bartolo
- Los Torres
- Cebas
- Manuel Díaz
- Cañadas
- Castril
- Fátima
- Huéscar

- Datos: Q5653253